# Sheareria
Sheareria là một chi thực vật có hoa trong họ Cúc (Asteraceae).

## Loài
Chi Sheareria gồm các loài: